# Dankmar Müller-Frank
Dankmar Müller-Frank (auch D. M. Frank) (* 13. November 1921 in Berlin; † 9. Februar 1982 in Stuttgart) war ein deutscher Schriftsteller, Lyriker und Essayist.

## Leben
Frank war Nachfahre von Hugenotten, Thüringern und in Preußen eingewanderten Salzburgern. Er war der Sohn eines Theologen und einer Kaufmannstochter und wurde in Berlin geboren.
Er wuchs in seiner Heimatstadt auf und besuchte das Paulsen-Realgymnasium in Steglitz. 1940 wurde er zur Wehrmacht einberufen. Nach dem Krieg und Entlassung aus der Gefangenschaft zog er 1947 nach München-Schwabing, dann nach Gräfelfing. 1950 heiratete er die  Buchhändlerin Inge Petsch, der Ehe entstammten eine Tochter und zwei Söhne (* 1951, 1952 und 1958).
Er ließ sich dann 1956 in Stuttgart nieder, wo er Mitarbeiter der Stadtverwaltung im Bereich Öffentlichkeitsarbeit war. Später wurde er freier Schriftsteller und Mitglied des Tukan-Kreises. 1969 wurde er in die Europäische Autorenvereinigung Die Kogge gewählt, 1975 wurde er deren stellvertretender Vorsitzender. 1969 beteiligte er sich an der Gründung des Verlags Tentamen-Drucke in Bad Cannstatt.

## Werke
- Totenwache für einen Delphin, Gedichte, 1964
- Bilanz eines Augenblicks, 1969
- Kuss der Reiher, Gedichte, 1970
- Skorpion minus ich, Gedichte,  1972
- Quadratur im Bären oder Mutmaßungen über einen Versuch zu leben. Aphorismen und Gedanken, 1972
- Protokoll einer Lesung, Tentamien-Drucke, Bad Cannstatt 1977, ISBN 3-921625-05-X.
- Bretonischer Sommer, Gedichte, 1977
- Stunde der Eidechsen, Gedichte, 1977
- Schlafende kennen die Stunde nicht, Gedichte, 1981